# Quantum libet
Die Mengenangabe quantum libet (Abkürzung q.l.) oder quantum placet (q.pl.) – lateinisch für „so viel beliebt“ – wird auf Rezepten verwendet, um eine beliebige Menge eines pharmazeutischen Hilfstoffs zu kennzeichnen. Abzugrenzen ist es von quantum satis / quantum sufficit („so viel wie nötig“).